# Ghansore
Ghansore es una localidad de la India en el distrito de Seoni, estado de Madhya Pradesh.

## Geografía
Se encuentra a una altitud de 571 m s. n. m. a 366 km de la capital estatal, Bhopal, en la zona horaria UTC +5:30.

## Demografía
Según estimación 2010 contaba con una población de 7 216 habitantes.